# 모탈 셸
모탈 셸(Mortal Shell)은 콜드 시메트리(Cold Symmetry)가 개발하고 플레이스택(Playstack)이 배급한 액션 롤플레잉 게임이다. 이 게임은 2020년 8월 18일에 플레이스테이션 4, 엑스박스 원, 마이크로소프트 윈도우로 출시되었다. Mortal Shell: Enhanced Edition이라는 리마스터 버전은 2021년 3월 4일에 플레이스테이션 5와 엑스박스 시리즈 X/S로, 2021년 11월 18일에 아마존 루나로 출시되었다. 모든 DLC가 포함된 Complete Edition이라는 닌텐도 스위치 이식판은 2022년 12월 19일에 출시되었다. 이 게임은 비평가들로부터 긍정적부터 복합적인 평가를 받았으며, 2023년 9월 기준으로 백만 장이 판매되었다.

## 게임플레이
모탈 셸은 근접 전투에 초점을 맞춘 3인칭 액션 롤플레잉 게임으로, 플레이어는 다양한 플레이 스타일을 가진 여러 "셸" 캐릭터 중 하나를 조종한다.

## 개발

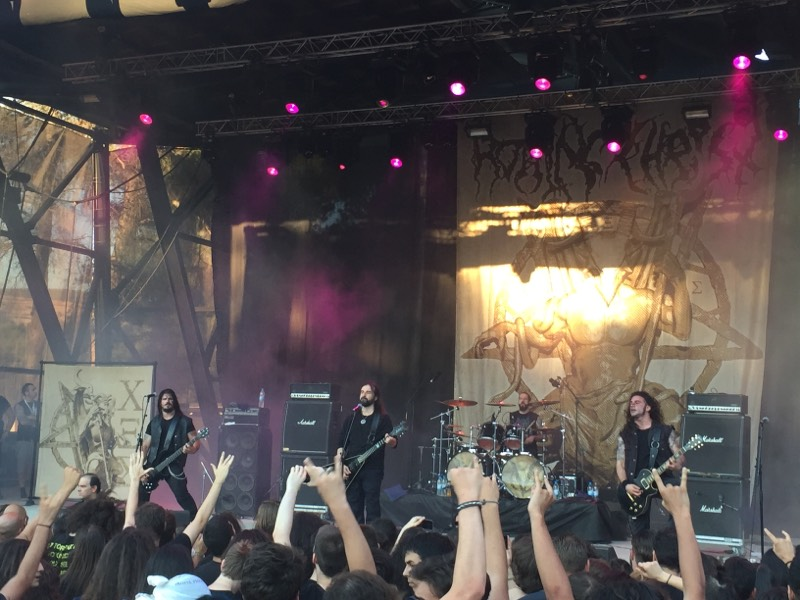
"Rotting Autumn" 업데이트를 위해 로팅 크리스트가 사운드트랙을 제작했다.

이 게임은 미국의 인디 개발사 콜드 시메트리에서 개발했다. Playstack이 2020년 8월 18일에 마이크로소프트 윈도우, 플레이스테이션 4, 엑스박스 원으로 배급했다. 새로운 셸 셰이드(스킨), 새로운 퀘스트, 사진 모드, 그리고 그리스의 블랙 메탈 밴드 로팅 크리스트의 대체 사운드트랙을 추가하는 "Rotting Autumn" 업데이트는 2020년 10월에 출시되었다.
개발자들은 더 깊은 감정적 경험을 불러일으키는 비디오 게임 시장에 격차가 있다고 생각하여 모탈 셸을 만들었다. 그들은 2011년 게임인 다크 소울의 영향을 받아 비슷한 어두운 분위기와 플레이어에게 암호적인 정보를 제공하는 캐릭터들로 채워진 환경을 만들고, 도전적인 근접 전투를 중심으로 한 게임플레이를 디자인했지만, 여전히 변화를 주어 자신만의 콘셉트를 만들려고 의도했다. 다크 소울의 에스트 병과 비교하여, 소모성 체력 아이템의 양을 제한하여 체력 흡수 메커니즘 사용을 장려하는 등 다크 소울 방식의 일부 변경은 창의적으로 이루어졌지만, 다른 변경 사항은 소규모 개발사라는 한계에서 비롯되었다. 예를 들어, 동일한 양의 방어구, 무기, 캐릭터 빌드를 개발할 수 없었고, 대신 다양한 플레이 스타일과 배경 스토리를 가진 네 가지 "셸"을 개발했다.
Dungeonhaven이라는 초기 프로토타입은 절차적 생성에 초점을 맞췄다. 개발자들은 다크 소울 시리즈 게임과 상반된다고 느껴서 이 방식에서 벗어났고, 대신 플레이어가 모험을 떠나고 설정으로서 말이 되는 공간을 여행하는 느낌을 받기를 원하여 게임 영역을 손으로 직접 디자인하기로 선택했다.
Mortal Shell: Enhanced Edition이라는 게임의 리마스터 버전은 플레이스테이션 5와 엑스박스 시리즈 X/S용으로 2021년 3월 4일에 출시되었으며, 2021년 11월 18일에는 아마존 루나에서도 이용할 수 있게 되었다.

## 평가
리뷰 애그리게이터인 메타크리틱에 따르면, 모탈 셸은 플레이스테이션 5를 제외한 모든 플랫폼에서 대체로 긍정적인 평가를 받았으며, 플레이스테이션 5는 복합적인 평가를 받았다. 이 게임은 더 게임 어워드 2020에서 최우수 데뷔 게임 부문 후보에 올랐다.
평론가들은 이 게임을 다크 소울을 처음 플레이하는 것과 자주 비교했다.
게임스팟은 이 게임에 8/10점을 부여하며 "콜드 시메트리의 저예산 액션 RPG는 프롬소프트웨어의 작품에 대한 오마주이지만, 모탈 셸의 유사한 아이디어는 소울스본 게임을 클리어하는 데 어려움을 겪는 사람들을 겨냥한 것처럼 느껴진다"고 말했다.

### 판매
2021년 3월까지 모탈 셸은 전 세계적으로 50만 장 이상 판매되었다. 2023년 9월까지 이 게임은 백만 장 판매되었다.